# فرودگاه مولو
فرودگاه مولو (به انگلیسی: Mulu Airport) (به زبان بومی: Lapangan Terbang Mulu) یک فرودگاه همگانی با کد یاتا MZV است که یک باند فرود آسفالت دارد و طول باند آن ۱۱۹۵ متر است. این فرودگاه در کشور مالزی قرار دارد و در ارتفاع ۲۴ متری از سطح دریا واقع شده‌است.

## شرکت‌های هواپیمایی و مقصدهای پروازی
| شرکت‌های هواپیمایی                 | مقصدهای پروازی              |
| --------------------------------- | --------------------------- |
| مالزی ایرلاینز اجرا توسط MASwings | کوتا کینابالو، کوچینگ، میری |